# لارين (هولندا)
لارين  Laren  هي مدينة وبلدية بمقاطعة شمال هولندا، هولندا.

## طوبوغرافيا
خريطة طوبوغرافية هولندية لبلدية لارين، يونيو 2015، (تقرأ بعد ثلاث نقرات على الخريطة).

## معرض صور

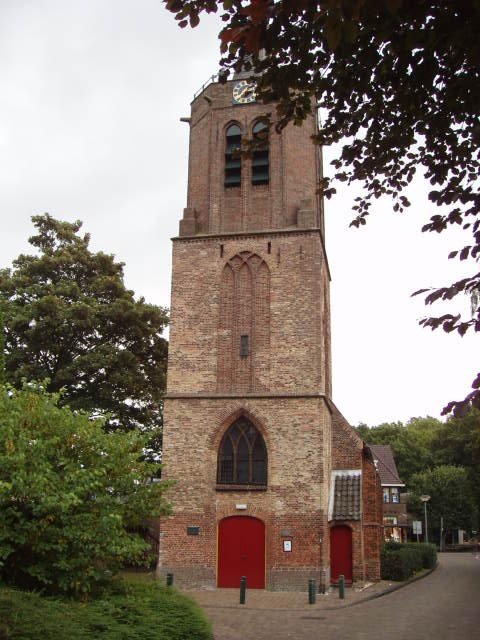
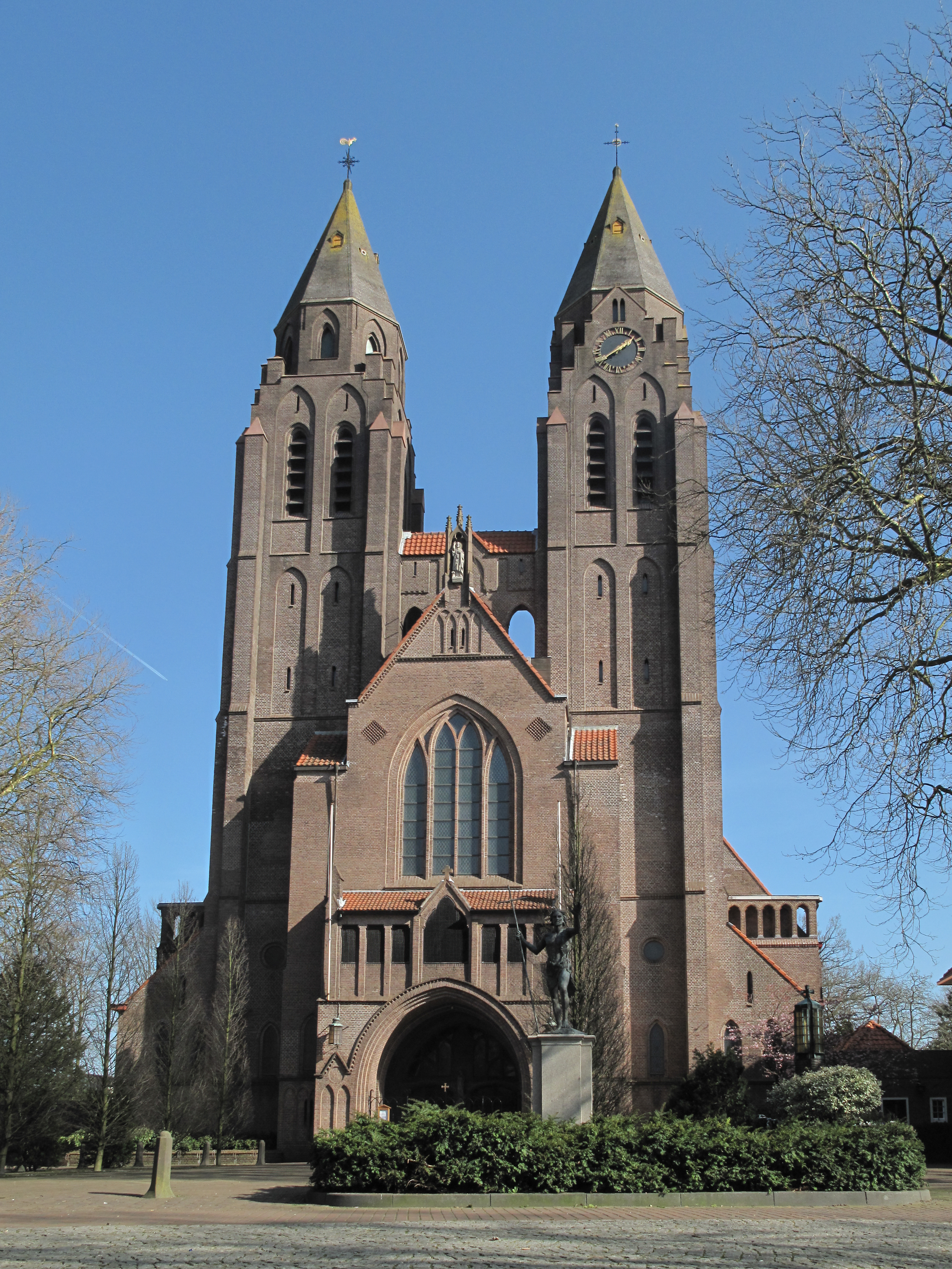
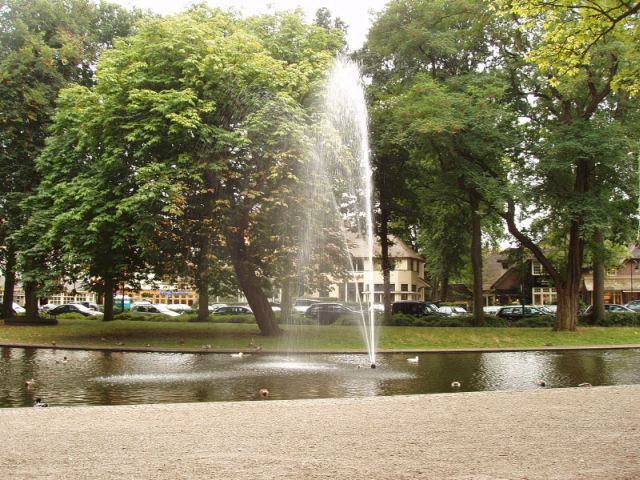

## أعلام
- إيمي لوبيس دياز
- ري كرامر
- هينك بارنارد
- جوهانس دي غروت
- كوري بروكين